# سام فیلدینگ
سام فیلدینگ (انگلیسی: Sam Fielding؛ زادهٔ ۲ نوامبر ۱۹۹۸) بازیکن فوتبال اهل بریتانیا است.
از باشگاه‌هایی که در آن بازی کرده‌است می‌توان به باشگاه فوتبال بارنزلی، باشگاه فوتبال سالفورد سیتی، و باشگاه فوتبال یورک سیتی اشاره کرد.